# Al-Aliyat
Al-'Aliyat (tiếng Ả Rập: العاليات, cũng đánh vần là Alyat) là một ngôi làng ở tỉnh Homs ở miền trung Syria, nằm ở phía đông nam của Homs trên rìa phía tây của sa mạc Syria. Theo Cục Thống kê Trung ương (CBS), al-'Aliyat có dân số là 535 vào năm 2004. Cư dân của nó chủ yếu là Alawites.
Vào tháng 4 năm 1924, dưới thời Pháp bắt buộc, những người theo Sulayman al-Murshid đã giết một số người ở al-'Aliyat vì không chuyển đổi sang chủng Alawite Hồi giáo của al-Murshid. Các lực lượng Pháp đã đối đầu với các đệ tử của al-Murshid, những người được trang bị vũ khí chủ yếu bằng gậy và năm mươi người trong số họ đã bị giết, trong khi năm mươi người khác bị thương. Al-Murshid bị đày đến Raqqa sau cuộc đụng độ.